# Bettlach (Solothurn)
Bettlach (en francès Bâche) és un municipi del cantó de Solothurn (Suïssa), situat al districte de Lebern.

## Referències

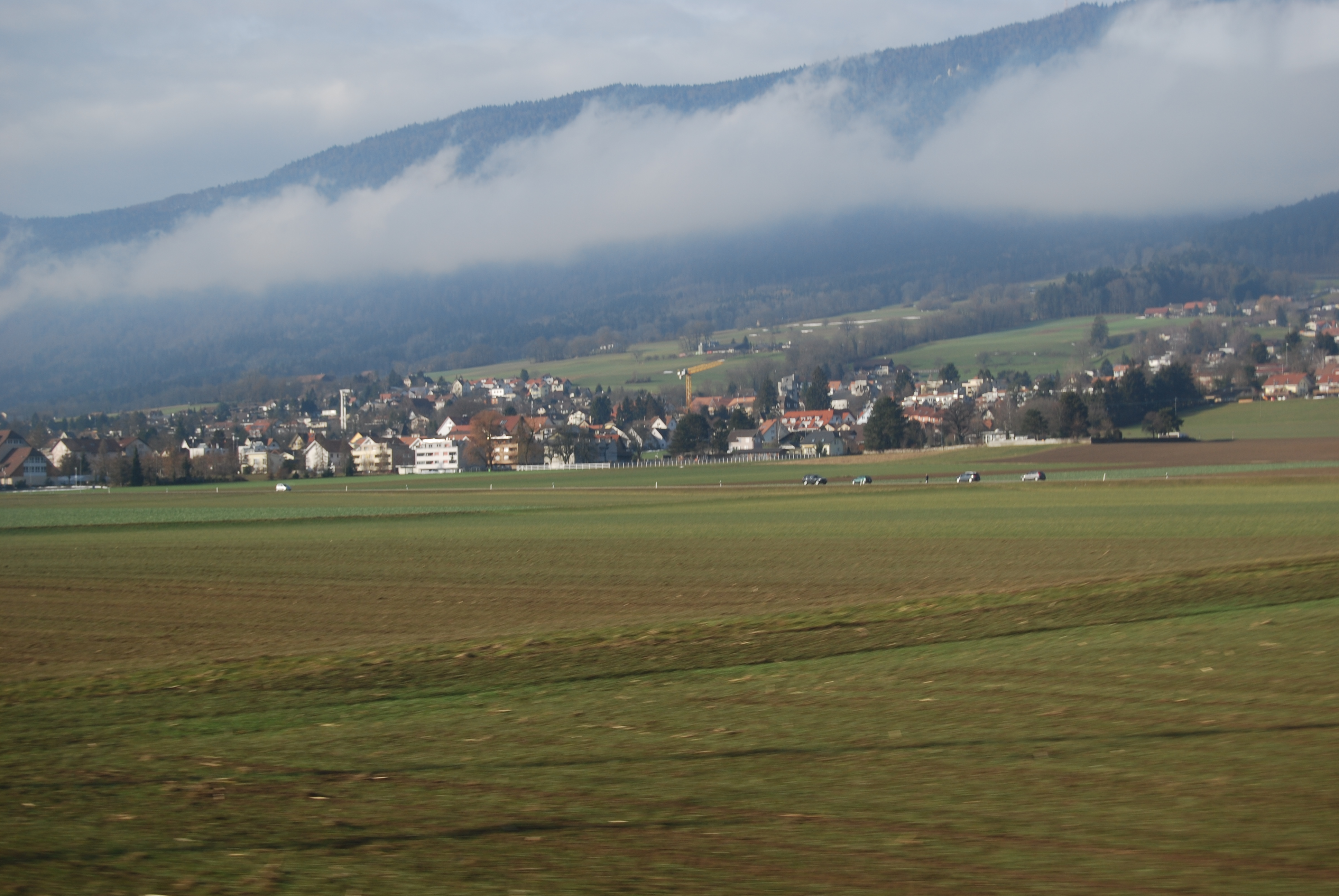
Bettlach